# قاضی‌آباد (بوانات)
قاضی‌آباد، روستایی از توابع بخش مزایجان شهرستان بوانات در استان فارس ایران است.

## جمعیت
این روستا در شهرستان بوانات قرار دارد و براساس سرشماری مرکز آمار ایران در سال ۱۳۸۵، جمعیت آن ۲۲۷ نفر (۸۳خانوار) بوده‌است.